# Afet İnan
Ayşe Âfet İnan też jako: Ayşe Afet, Ayşe Uzmay (ur. 29 listopada 1908 w Salonikach, zm. 8 czerwca 1985 w Ankarze) – turecka socjolożka i historyczka, profesor Uniwersytetu w Ankarze, adoptowana córka Mustafy Kemala Atatürka.

## Życiorys
Urodziła się w Salonikach jako córka urzędnika İsmaila Hakkı Beja i Şehzane Hanım. W czasie wojen bałkańskich przeniosła się wraz z rodziną do Adapazarı, gdzie rozpoczęła edukację szkolną. W czasie I wojny światowej rodzina mieszkała w Ankarze, a następnie w Karaoğlanie i w Bidze. W maju 1915 zmarła na gruźlicę matka Ayşe, a jej ojciec ponownie się ożenił. Ayşe zdecydowała się zostać nauczycielką i samodzielnie zarabiać na życie. W 1922 uzyskała uprawnienia do wykonywania zawodu w Elmalı i rozpoczęła pracę w szkole dla dziewcząt. W 1925 ukończyła szkołę pedagogiczną w Bursie i podjęła pracę w szkole w Izmirze. Tam też w październiku 1925 spotkała przebywającego z wizytą w mieście Mustafę Kemala Atatürka. Afet należała do grona osób, które zostały adoptowane przez przywódcę państwa tureckiego.

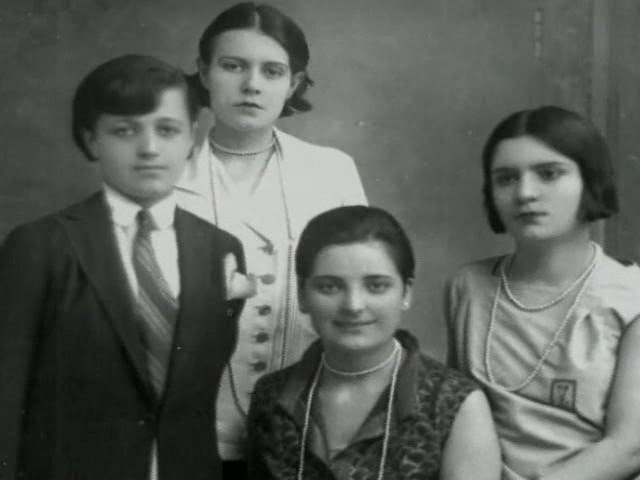
Adoptowane córki Mustafy Kemala Atatürka (druga z prawej Afet İnan)

W 1925 została wysłana przez Atatürka do Lozanny, gdzie uczyła się języka francuskiego. W 1927 powróciła do kraju i kontynuowała naukę we francuskim liceum w Stambule. W 1935 ponownie wyjechała do Szwajcarii i podjęła naukę na uniwersytecie w Genewie, pod kierunkiem szwajcarskiego antropologa Eugène Pittarda. Ukończyła studia z zakresu historii i socjologii, a w lipcu 1939 obroniła pracę doktorską z zakresu socjologii. Po powrocie do kraju podjęła pracę jako adiunkt Uniwersytetu w Ankarze, a w 1950 uzyskała awans na stanowisko profesora tej uczelni. Przez wiele lat kierowała Instytutem Historii ankarskiej uczelni. Specjalizowała się w badaniach nad etnogenezą Turków i historią gospodarczą Imperium Osmańskiego. Podręcznik historii Turcji jej autorstwa (przygotowany na polecenie Atatürka) obowiązywał w szkołach od lat 30. XX w. Należała do grona założycieli Tureckiego Towarzystwa Historycznego i pełniła funkcję jego wiceprezesa. 
Była mężatką (w 1940 poślubiła lekarza Rıfata İnana), miała dwoje dzieci. Zmarła na atak serca w 1985 w Ankarze.

## Pamięć
Dla upamiętnienia Afet İnan została ustanowiona nagroda dla autorów najlepszych publikacji z zakresu historii, przyznawana co dwa lata przez fundację jej imienia.